# Microtalis epimetalla
Microtalis epimetalla là một loài bướm đêm trong họ Crambidae.